# V395 Андромеды
V395 Андромеды (лат. V395 Andromedae), HD 222900 — кратная звезда в созвездии Андромеды на расстоянии приблизительно 1430 световых лет (около 439 парсеков) от Солнца.
Пара первого и второго компонентов — двойная затменная переменная звезда типа W Большой Медведицы (EW). Видимая звёздная величина звезды — от +7,62m до +7,55m. Орбитальный период — около 0,6847 суток (16,433 часов).

## Характеристики
Первый компонент (HD 222900Aa) — белая звезда спектрального класса A0, или B8. Масса — около 4,579 солнечной, радиус — около 4,131 солнечных. Эффективная температура — около 9770 K.
Второй компонент (HD 222900Ab) — белая звезда спектрального класса A. Масса — около 2,81 солнечных.
Третий компонент — красный карлик спектрального класса M. Масса — около 89,95 юпитерианских (0,0859 солнечной). Удалён на 2,484 а.е..
Четвёртый компонент (HD 222900B) — белая звезда спектрального класса A. Видимая звёздная величина звезды — +9,8m. Масса — около 1,57 солнечной, радиус — около 2,1 солнечных, светимость — около 14,538 солнечных. Эффективная температура — около 7785 K. Удалён на 5,4 угловых секунды.